# برناردو ألفاريز هيريرا
برناردو ألفاريز هيريرا (بالإسبانية: Bernardo Álvarez Herrera)‏ هو دبلوماسي وسياسي فنزويلي، ولد في 18 أغسطس 1956 في فنزويلا، وتوفي في 25 نوفمبر 2016 في واشنطن العاصمة في الولايات المتحدة. انتخب عضو مجلس نواب فنزويلا.